# Pirja
Pirja es el nombre de una variedad cultivar de manzano (Malus domestica). 
Un híbrido de manzana, variedad obtenida en Finlandia 
por el cruce de 'Huvitus' x  'Melba'. Las frutas tienen la carne de color blanco, pulpa con textura crujiente, y sabor aromático, agradablemente agridulce a vino. Tolera la zona de rusticidad delimitada por el departamento USDA, de nivel 4.

## Historia
'Pirja' es una variedad de manzana obtenida en el "Maatalouden ja puutarhatalouden tutkimuskeskus"-(Instituto del Centro de Investigación Agrícola y Hortícola), 1961, en Piikkiö, en la provincia de Varsinais Suomen, mediante el cruce como Parental-Madre de la variedad 'Huvitus', con el polen como Parental-Padre de la variedad 'Melba'. Introducida en los circuitos comerciales en 1980.
La variedad de manzana 'Pirja' está cultivada en el Arboretum Norr.
'Pirja' estuvo cultivada en el banco de germoplasma de cultivos vivos, en National Fruit Collection (Colección Nacional de Fruta) de Reino Unido (actualmente no cultivada aunque tienen sus reseñas).
Su descripción está incluida en la relación de manzanas cultivadas en Suecia en el libro "Äpplen i Sverige : 240 äppelsorter i text och bild.
"-(Manzanas en Suecia: 240 variedades de manzanas en texto e imagen).

## Características
'Pirja' es un árbol de un vigor fuerte, y una vez plantado tarda en dar sus frutos de cinco a siete años. Muy resistente. Se considera que la variedad es particularmente resistente al invierno. Tiene un tiempo de floración que comienza a partir del 18 de abril con el 10% de floración, para el 21 de abril tiene una floración completa (80%), y para el 3 de mayo tiene un 90% caída de pétalos.
'Pirja' tiene una talla de fruto de pequeño a mediano; forma redondeada a redondo-aplanado, con contorno regular; con nervaduras débiles, y corona débil; piel fina y desarrolla una capa cerosa que hace que la piel se vea brillante, epidermis con color de fondo es verde pálido sobre el cual hay un patrón denso de franjas rojas intensas, predominantemente en las caras expuestas al sol, ruginoso-"russeting" (pardeamiento áspero superficial que presentan algunas variedades) muy bajo; cáliz es grande y parcialmente abierto y colocado en una cuenca medianamente profunda y ancha; pedúnculo es largo y algo delgado en cavidad estrecha y poco profunda, con algo de ruginoso-"russeting" en las paredes; carne de color blanco, pulpa con textura crujiente, y sabor aromático, agradablemente agridulce a vino.
La manzana madura a mediados de agosto, pudiendo consumirla en el momento, y se mantiene bien un mes más.

## Usos
Una manzana buena para comer fresca en postre de mesa.

## Ploidismo
Diploide, polen auto estéril. Para su polinización necesita variedad de manzana con polen compatible (Transparente Blanca). Buen polinizador para otras variedades.

## Susceptibilidades
Presenta buena resistencia a la sarna del manzano y al mildiu.